# Charles Grant (giocatore di football americano)
Charles Gabriel Grant (Colquitt, 3 settembre 1978) è un ex giocatore di football americano statunitense che ha militato nel ruolo di defensive end nella National Football League (NFL) e nella United Football League (UFL).

## Carriera

### New Orleans Saints
Al college Grant giocò a football a Georgia. Fu scelto nel corso del primo giro (25º assoluto) del Draft NFL 2002 dai New Orleans Saints. I suoi 7 sack nella prima stagione furono il quarto massimo della storia per un rookie dei Saints. Dopo avere messo in mostra il suo potenziale nella prima annata, l'anno seguente disputò tutte le 16 partite come titolare, guidando la squadra con 10 sack e 3 fumble forzati e guidando tutti i giocatori della linea difensiva con 53 tackle. Si ripeté l'anno seguente con 113 placcaggi, partendo ancora sempre come titolare e terminando con un record in carriera di 10,5 sack. Dopo essere sceso a 2,5 sack nel 2005, si riprese l'anno seguente con 6 sack.
Prima della stagione 2008 Grant si sottopose a un intervento chirurgico per riparare un legamento danneggiato nella sua caviglia sinistra, infortunata nella gara del 27 ottobre 2007. Il 2 dicembre 2008 fu sospeso per quattro partite per l'utilizzo di un diuretico, che poteva essere utilizzato per mascherare l'uso di steroidi.
Dopo essere stato il defensive end sinistro titolare durante la stagione regolare 2009, passò i playoff in lista infortunati per la rottura di un tricipite. Tuttavia ricevette comunque un anello del Super Bowl per i suoi contributi alla stagione vincente dei Saints. Fu svincolato il 5 marzo 2010.

### Miami Dolphins
Dopo avere lasciato i Saints, Grant fece parte brevemente degli Omaha Nighthawks della United Football League ma non si unì mai alla squadra dopo che apparve di poter continuare la sua carriera nella NFL. Firmò un contratto biennale con i Miami Dolphins il 28 luglio 2010. Fu svincolato il 5 settembre 2010.

### Omaha Nighthawks
Grant firmò con gli Omaha Nighthawks della UFL il 21 settembre 2010.

### Chicago Bears
Grant firmò con i Chicago Bears il 5 ottobre 2010. Fu svincolato il 19 ottobre.

## Palmarès
- Super Bowl : 1

New Orleans Saints: XLIV
- National Football Conference Championship: 1

New Orleans Saints: 2009